# Бурна-Буриаш I
Бурна-Буриаш I (mBur-na-Bu-ri-ia-aš) — касситский царь Вавилонии, правил во 2-й половине XVI века до н. э.
Около 1510 г. до н. э. заключил мирный договор с правителем Ашшура Пузур-Ашшуром III, по которому граница между обоими государствами должна была проходить по среднему течению Тигра.
Данные о количестве лет его правления не сохранились.